# Muhammad II ibn Ismail
Muhammad II ibn Ismail (arab. محمد بن إسماعيل, ur. 1694 w Meknesie) – sułtan Maroka z dynastii Alawitów, syn Mulaja Ismaila.
Odsunąwszy od władzy swojego brata Abdullaha, zasiadł na tronie 8 sierpnia 1736 roku w okresie chaosu i walk sukcesyjnych, jakie rozgorzały po śmierci sułtana Mulaja Ismaila. 18 czerwca 1738 roku został odsunięty od władzy przez innego ze swoich braci – Al-Mustadiego.